# Claus Christiansen (fodboldtræner)
 For alternative betydninger, se Claus Christiansen. (Se også artikler, som begynder med Claus Christiansen)
Claus Christiansen (født 27. marts 1972) er en tidligere dansk fodboldspiller og nuværende træner træner for Silkeborg KFUM.
Christiansen spillede som aktiv for Aabyhøj IF, AGF, Randers Freja, Herning Fremad og FC Mamer 32 fra Luxembourg. Som træner har han stået i spidsen for AGFs Danmarksseriehold (2002-2003), FC Horsens (2004-2005), Brabrand IF (2006-2007), FC Skanderborg (2008-2013), Idrætsforeningen tst (2013-2014, Aarhus Fremad (2014-2017) og Silkeborg KFUM (2017-nu).
Christiansen er svigerfar til den nuværende AGF-spiller Gift Links

## Eksterne Henvisninger
- Claus Christiansens spillerprofil i DBU's Landsholdsdatabase
- Claus Christiansens profil på WorldFootball.net (engelsk)